# Piper apurimacanum
Piper apurimacanum är en pepparväxtart som beskrevs av William Trelease. Piper apurimacanum ingår i släktet Piper och familjen pepparväxter. Inga underarter finns listade i Catalogue of Life.